# Hiroshi Nanami
Hiroshi Nanami (Fujieda, 28 de novembro de 1972) é um ex-futebolista profissional japonês que atuou como volante. Atualmente é treinador do Júbilo Iwata.

## Carreira

### Júbilo Iwata
Por clubes, Nanami jogou a maior parte da carreira no Júbilo Iwata, entre 1995 e 2008.
Teve curtas passagens por empréstimo por Venezia, Cerezo Osaka e Tokyo Verdy, sem sucesso.
Prejudicado por seguidas lesões, Nanami anunciou sua aposentadoria em novembro de 2008, aos 35 anos.

## Seleção
Pela Seleção Japonesa de Futebol, atuou em 67 partidas entre 1995 e 2001, marcando 9 gols. Disputou a Copa de 1998, a primeira disputada pelo Japão, além de 2 edições da Copa da Ásia (1995 e 2000), e a Copa América de 1999.

## Títulos
Japão
- Copa da Ásia: 2000